# Pierre Cotignon de la Charnaye
Pierre Cotignon de la Charnaye est un poète français de la première moitié du XVIIe siècle.

## Biographie
Né en Nivernais à la fin du XVIe siècle, il passa la plus grande partie de sa vie en son château de La Charnaye, situé dans l'actuelle commune d'Argenvières (Cher). Mais il se rendit très souvent à Paris, où il fréquenta Guillaume Colletet, l'abbé de Marolles, ainsi que de nombreux poètes et musiciens. Il fut membre du groupe des Illustres Bergers.
Devenu chanoine vers 1630, il alla jusqu'à répudier ses vers et se mit à écrire Les Travaux de Jésus, cinq mille alexandrins sur la Passion du Christ.

## Œuvres
- La Muse champêtre, 1623 (texte en ligne)
- Le Phylaxandre, roman, 1625
- L'Ouvrage poétique, 1626, réédité sous le titre Les Vers du sieur de la Charnaye, 1632
- L'Eventail satyrique, 1628
- Les Bocages, comédie pastorale, 1632 (texte en ligne en recueil manuscrit)
- Les Travaux de Jésus, 1638 (texte en ligne)